# Гергард Бігальк
Ґергард Біґальк (нім. Gerhard Bigalk; 26 листопада 1908, Берлін — 17 липня 1942, Північна Атлантика) — німецький офіцер-підводник, корветтен-капітан. Кавалер Лицарського хреста Залізного хреста.

## Біографія
Ходив на кораблях торгового флоту, а в квітні 1934 року вступив на службу в ВМФ. 
У жовтні 1935 року пройшов підготовку льотчика морської авіації. На цій посаді Біґальк брав участь у громадянській війні в Іспанії. Під час цієї війни Біґальк зробив 21 бойовий виліт.
У листопаді 1939 року Біґальк перейшов у підводний флот.
З 2 червня по серпень 1940 року командував підводним човном U-14, але участі в бойових походах не брав.
31 січня 1941 призначений командиром підводного човна U-751, на якій здійснив 7 бойових походів (провівши в морі в цілому 218 діб).
Загинув на своєму човні, потопленому британською авіацією на північний захід від мису Ортегаль в Північній Атлантиці.
Всього за час військових дій Біґальк потопив 6 кораблів і суден загальною водотоннажністю 32 412 брт і пошкодив 1 судно водотоннажністю 8 096 брт.
| Дата           | Назва корабля         | Тип                  | Тоннаж | Вантаж                                                     | Екіпаж | Загинули | Країна             | Конвой |
| -------------- | --------------------- | -------------------- | ------ | ---------------------------------------------------------- | ------ | -------- | ------------------ | ------ |
| 14 червня 1941 | St. Lindsay           | Торговий пароплав    | 5,370  | 3000 тонн генеральних вантажів                             | 47     | 47       | Британська імперія | OG-64  |
| 21 грудня 1941 | HMS Audacity (D10)    | Ескортний авіаносець | 11,000 |                                                            | 298    | 73       | Британська імперія | HG-76  |
| 2 лютого 1942  | Corilla (пошкоджений) | Тепловий танкер      | 8,096  | 10 500 тонн авіаційного пального                           | 64     | 0        | Нідерланди         | HX-173 |
| 4 лютого 1942  | Silveray              | Торговий теплохід    | 4,535  | 2229 тонн генеральних вантажів                             | 49     | 8        | Британська імперія | ON-55  |
| 7 лютого 1942  | Empire Sun            | КАТ судно            | 6,952  | 9000 тонн зерна                                            | 65     | 11       | Британська імперія |        |
| 16 травня 1942 | Nicarao               | Торговий пароплав    | 1,445  | 500 тонн фруктів, бананів, кокосів і деревного вугілля     | 39     | 8        | США                |        |
| 19 травня 1942 | Isabela               | Торговий пароплав    | 3,110  | 1950 тонн генеральних вантажів і вагони як палубний вантаж | 37     | 3        | США                |        |

## Звання
- Фенріх-цур-зее (1 липня 1934)
- Оберфенріх-цур-зее (1 квітня 1936)
- Лейтенант-цур-зее (1 жовтня 1936)
- Оберлейтенант-цур-зее (1 червня 1938)
- Капітан-лейтенант (1 червня 1939)
- Корветтен-капітан (5 квітня 1945; посмертно)

## Нагороди
- Нагрудний знак спостерігача (2 листопада 1936)
- Медаль «За вислугу років у Вермахті» 4-го класу (4 роки) (8 квітня 1938)
- Іспанський хрест в сріблі з мечами (1 червня 1939)
- Медаль «За Іспанську кампанію» (Іспанія) (1 червня 1939)
- Медаль «У пам'ять 1 жовтня 1938» (1 грудня 1939)
- Залізний хрест 2-го класу (30 листопада 1940)
- Нагрудний знак підводника (7 липня 1941)
- Тричі відзначений у Вермахтберіхт (22, 23 і 24 грудня 1941)
- Залізний хрест 1-го класу (26 грудня 1941)
- Лицарський хрест Залізного хреста (26 грудня 1941)